# Kazuki Hiramoto
Kazuki Hiramoto (Tokio, 18 augustus 1981) is een Japans voetballer.

## Carrière
Kazuki Hiramoto speelde tussen 1999 en 2011 voor Tokyo Verdy en Yokohama FC. Hij tekende in 2012 bij FC Machida Zelvia.